# اكوم حبيبة
أكوم حبيبة من مواليد كينيا هي جدة الرئيس الرابع والأربعين للولايات المتحدة الأمريكية باراك حسين أوباما الإبن من جهة الأب والتي اعتنقت الديانة الإسلامية في الأربعينيات من القرن الماضي وزوجها هو أونيانجو أوباما